# Paul Schiemann

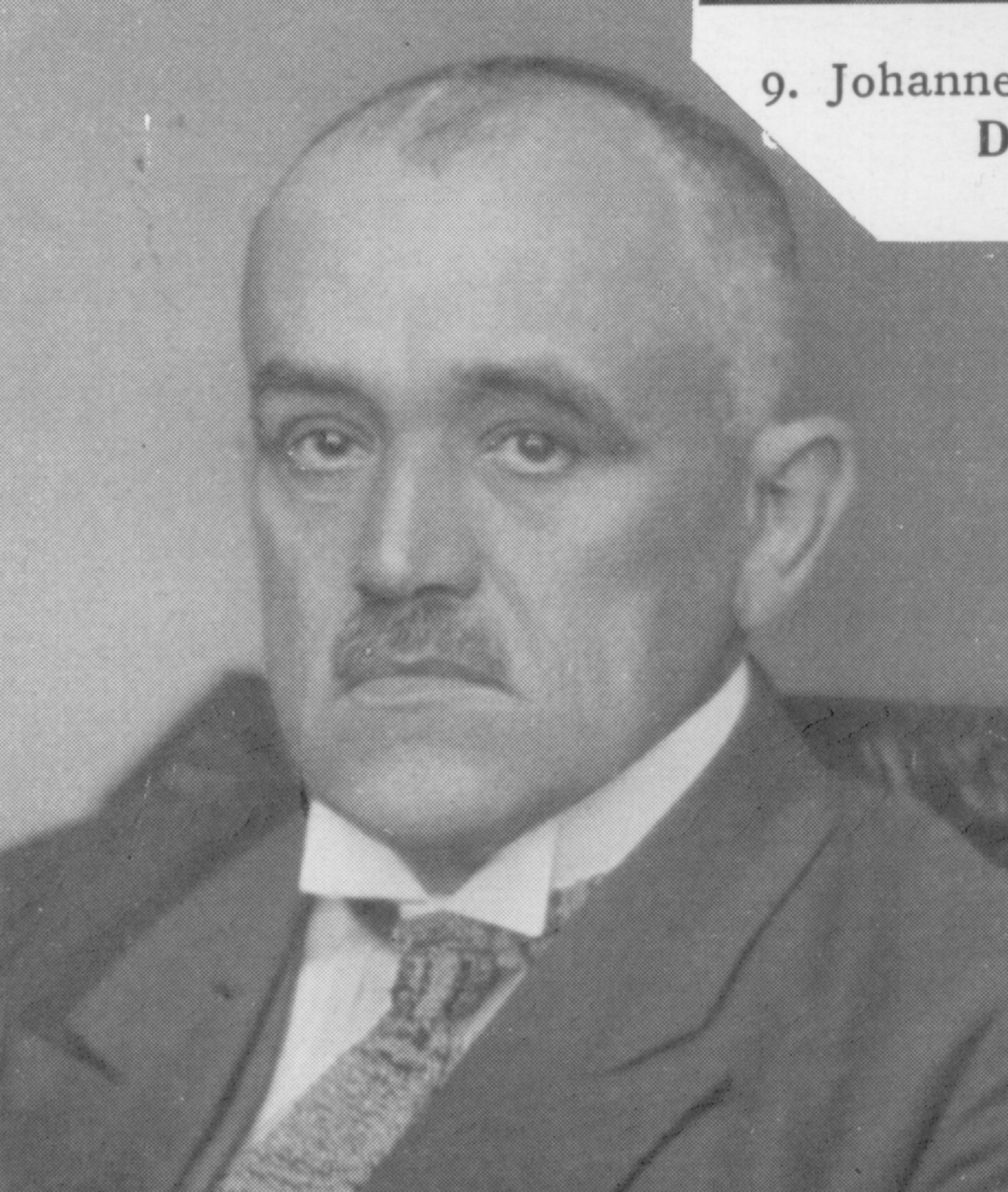
Paul Schiemann, um 1930

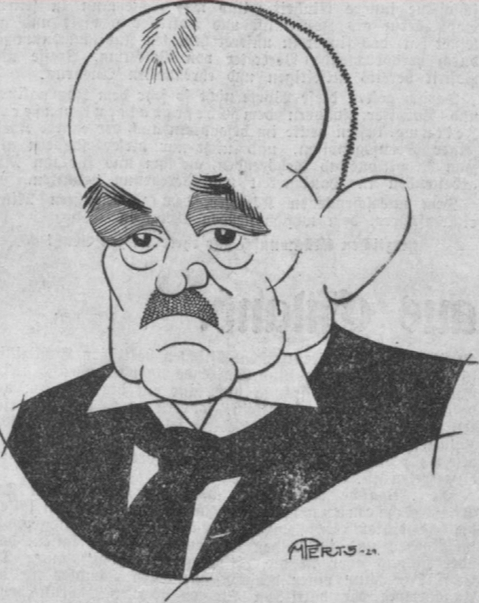
Paul Schiemann (1876–1944), Karikatur von Michael Perts in der Rigaschen Rundschau vom 8. August 1932

Carl Christian Theodor Paul Schiemann (lettisch Pauls Šīmanis; * 17. Märzjul. / 29. März 1876greg. in Mitau; † 23. Juni 1944 in Riga) war ein deutschbaltischer Politiker und Publizist. 

## Leben

### Jugendjahre und Anfänge der journalistischen Laufbahn
Paul Schiemann wurde als Sohn des Juristen Julius Schiemann und Neffe Theodor Schiemanns 1876 in einer deutschbaltischen Familie geboren. Nach dem Schulbesuch in Deutschland nahm er das Studium an der Universität Dorpat auf, setzte dieses aber nach der Russifizierung des akademischen Lebens in Deutschland fort. Nach dem Abschluss seiner Rechtsstudien und Promotion 1902 in Greifswald kehrte er ins Baltikum zurück, um in Reval Theaterkritiker zu werden, bevor sich 1907 die Chance bot, als Kritiker bei der Rigaschen Rundschau zu arbeiten. Dort stieg er schnell auf Grund seines Talents auf, das er dazu nutzte, sich gegen die konservativen Stände (vor allem die Ritterschaften) zu wenden. So war seine Hoffnung bei Ausbruch des Ersten Weltkriegs, dass keine Macht triumphieren möge. Nur in der Demokratisierung sah er eine Option für die Zukunft. Allerdings warnte er – wegen der Vorgänge in Russland – 1917 vor einer proletarischen Revolution, die nur zu Anarchie führen würde. Zur selben Zeit schloss er sich der Deutschbaltischen Demokratischen Partei an.

### Minderheitenpolitiker

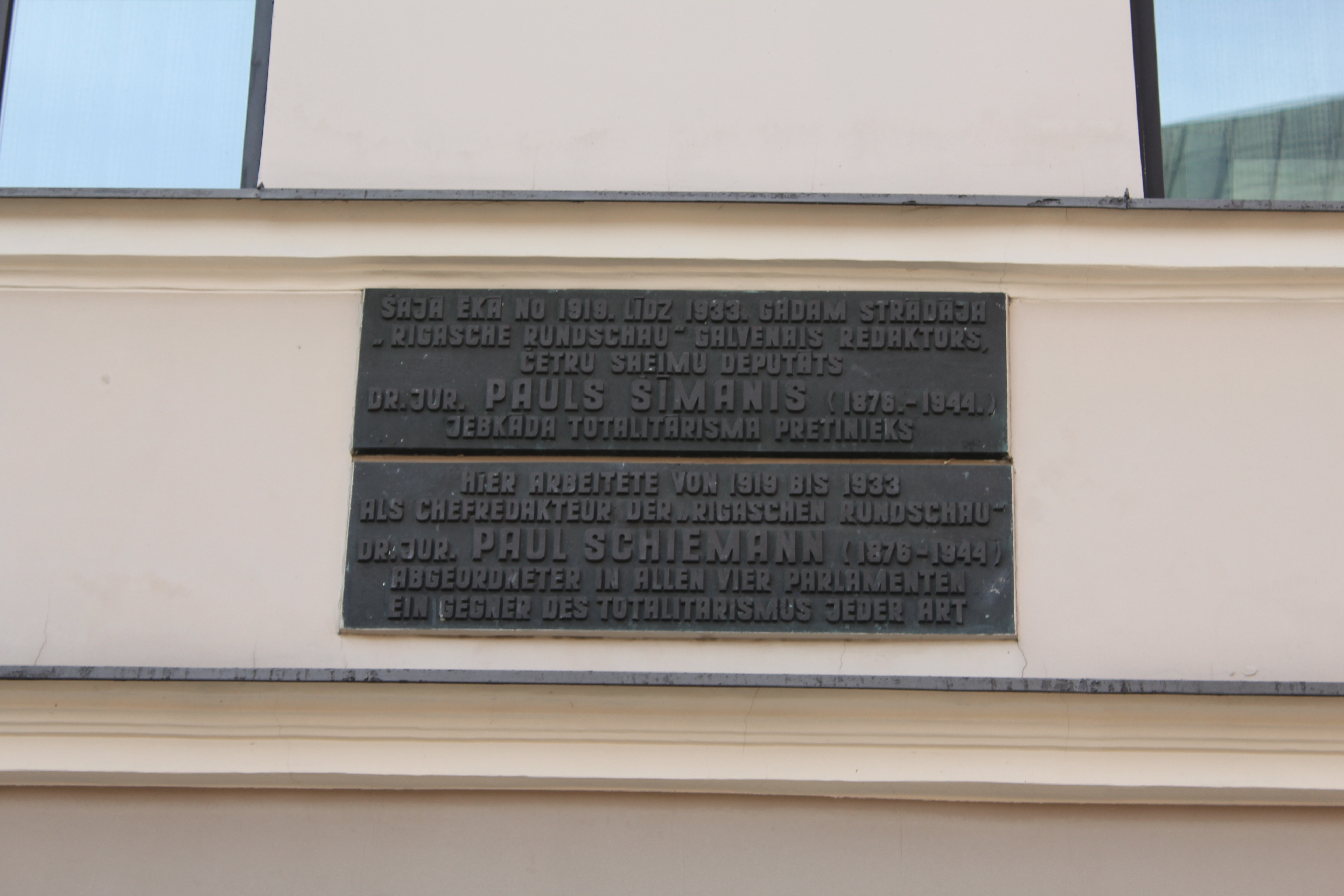
Gedenktafel für Schiemann in Riga

Gegen Ende des Kriegs befand sich Schiemann in Berlin, wo er die Bekanntschaft mit einer Reihe von Persönlichkeiten des liberalen Bürgertums wie Max Weber, Friedrich Naumann, Theodor Heuss oder Hans Delbrück machte. Seinen Aufenthalt nutzte er dazu, sich bei der deutschen Regierung für die Unterstützung der Demokratie in Lettland und Estland einzusetzen. Wieder in Lettland beteiligte er sich am Nationalkomitee unter Kārlis Ulmanis, was letztlich seinen Eintritt in die nationale Politik bedeutete. Neben seiner Tätigkeit bei der Rigaschen Rundschau, als deren Chefredakteur er von 1919 bis 1933 fungierte, engagierte er sich nun immer stärker im politischen Deutschbaltentum. So stand er einer Liste vor, mit der die deutschbaltischen Parteien gemeinsam zu Wahlen antraten. Schiemann war Mitbegründer und Präsidiumsmitglied des Verbandes der deutschen Minderheiten in Europa und ab 1925 Vize-Präsident des Europäischen Nationalitätenkongresses (ENK). 1923 initiierte Schiemann eine – letztlich erfolglose – Volksabstimmung gegen die Übertragung der lutherischen Kirche St. Jakob in Riga an die katholische Kirche.
Trotz seiner Kritik am Kommunismus lehnte er sich in der Frage der Nationalitätenpolitik an den Ideen österreichischer Marxisten wie Karl Renner und Otto Bauer an. Zugleich fand er in diesem Bereich ein Betätigungsfeld, das für ihn in den folgenden Jahren zur Passion werden sollte. In der Nachkriegszeit sah Schiemann in den Konflikten beim Zusammenleben der Nationen in den neu geschaffenen Staaten eine Gefährdung für die Zukunft und entwickelte daraus seine Theorie der „anationalen Staaten“. Er forderte die Überwindung der Nationalstaaten und die Etablierung von Nationalitätenstaaten, eben jenen „anationalen Staaten“. Diese Idee stellte er auf dem Europäischen Nationalitätenkongress vor. Angeregt durch die Verträge von Locarno und die Friedenspolitik Stresemanns sah Schiemann eine Möglichkeit, Interessen der Minderheiten durchzusetzen. Doch währte diese Zuversicht nicht lange, nachdem sich in Europa immer mehr autoritäre Systeme durchsetzten. Bereits 1924 hatte Schiemann vor einem Sieg der völkischen Bewegung in Deutschland gewarnt, der das Ende des Deutschtums im Baltikum bedeuten würde; eine Voraussage, die nach Hitlers Machtergreifung eintrat. Schiemann widersetzte sich als Chefredakteur der Rigaschen Rundschau Anfang 1933 dem Druck des auf die Linie der Nationalsozialisten eingeschwenkten Reichstreuhänders der Aktienmehrheit an der Rigaschen Rundschau, den nach Hitlers Ernennung zum Reichskanzler eingetretenen neuen Verhältnissen „in größtem Umfang“ Rechnung zu tragen, und erklärte, es wäre untragbar, wenn die Rigasche Rundschau plötzlich nationalsozialistische Ideen aufnehmen wollte. Im März 1933 erkrankte Schiemann und begab sich nach Wien, wo sich der Hauptsitz des ENK befand; er legte am 30. Juni 1933 sein Amt als Chefredakteur nieder. Seine Krankheit war das Vehikel, seine Entlassung nach mehr als 25 Jahren Tätigkeit für die Rigasche Rundschau zu bemänteln. Im September 1935 trat er aus gesundheitlichen Gründen von seinem Amt als Vize-Präsident des Europäischen Nationalitätenkongresses zurück.
Paul Schiemann hatte 1914 Charlotte Symons geheiratet; nach einer Scheidung heiratete er sie (nun: Charlotte, gesch. Bar. von Stromberg) 1925 in Melluži/Karlsbad, einem Ortsteil von Jūrmala, noch einmal.

### Lebensabend, Flucht vor den Nationalsozialisten und Rückkehr in die lettische Heimat
Am Vortage seines 60. Geburtstages dankten die Mitarbeiter der Rigaschen Rundschau ihrem ehemaligen Chefredakteur, verbunden mit herzlichen Glückwünschen. Gezeichnet von Krankheit vermied er eine direkte Konfrontation mit den Nationalsozialisten und entkam 1938 nach dem „Anschluss“ und dem deutschen Einmarsch in Österreich nach Lettland, „quasi in ein Exil in der Heimat“. Als ab Dezember 1939 auf Grundlage des Hitler-Stalin-Pakts vom 23. August 1939 die im vertraulichen Protokoll vom 28. September 1939 zwischen dem Deutschen Reich und der Sowjetunion vereinbarte „Übersiedlung“ der deutschen Volksgruppe im Baltikum begann, weigerte er sich, seine Heimat zu verlassen.  In einem Interview mit der schwedischen Zeitung Sydsvenska Dagbladet erklärte er:

„Wir betrachten es als ein Unrecht, gerade zu einer so kritischen Zeit unsere Heimat zu verlassen… Wir wollen nicht in ein Land reisen, dessen Bürgern eine Weltanschauung aufgezwungen wird, die unseren Vorstellungen von Religion, Lebensführung und Recht entgegengesetzt ist.“

Während der deutschen Besatzung zeigte er Zivilcourage und versteckte eine Jüdin, die spätere Filmsoziologin Valentīna Freimane. Der Minderheitenpolitiker starb 1944 kurz vor dem erneuten Einmarsch der Roten Armee in Riga.

## Ehrungen
Zum 50. Todestag im Jahr 1994 wurden in Riga in Würdigung seiner Verdienste als Abgeordneter in allen vier Parlamenten und Gegner des Totalitarismus jeder Art an seiner ehemaligen Wirkungsstätte, dem Haus der Rigaschen Rundschau, am Herderplatz (Herdera laukums) gegenüber dem Eingang zum Dom zwei Gedenktafeln in Lettisch und Deutsch angebracht. 2000 ehrte ihn die Gedenkstätte Yad Vashem mit dem Titel Gerechter unter den Völkern.